# Calamaria crassa
Calamaria crassa — вид змій родини полозових (Colubridae). Ендемік Індонезії.

## Поширення і екологія
Calamaria crassa відомі з двох місцевостях, розташованих в горах на заході Суматри. Вони живуть у вологих гірських тропічних лісах.